# Liberat
Liberat – imię męskie pochodzenia łacińskiego. Wywodzi się od słowa oznaczającego "wyzwolony". Istnieje kilku świętych patronów tego imienia.
Żeńskim odpowiednikiem jest Liberata.
Liberat imieniny obchodzi: 17 sierpnia, 6 września, 30 października i 20 grudnia.
Znane osoby noszące to imię:
- Liberat z Loro Piceno (ok. 1214–1258) – franciszkanin, pustelnik i mistyk, błogosławiony katolicki
- Liberat Weiss (1675–1716) – franciszkanin reformata, męczennik, błogosławiony katolicki